# سعاد تيتو
```
سعاد تيتو
 (من مواليد 14 فبراير 1986) هي لاعبة 
كرة يد
 جزائرية. كانت جزءًا من 
المنتخب الوطني الجزائري
 . مثلت الجزائر في بطولة العالم للسيدات 2013 لكرة اليد في صربيا، حيث احتل الفريق الجزائري المركز 22.
[
1
]
```